# Guêpier de Madagascar
Merops superciliosus
Espèce
Statut de conservation UICN

 LC  : Préoccupation mineure
Le Guêpier de Madagascar (Merops superciliosus) est une espèce d'oiseau appartenant à la famille des Meropidae.